# الکساندر کولگین
الکساندر کولگین (روسی: Александр Викторович Кулагин؛ زادهٔ ۲۹ june ۱۹۵۴ (۷۰ سال)) ورزشکار روئینگ اهل روسیه است.
وی در مسابقات کشوری و بین‌المللی در مجموع برندهٔ ۲ مدال طلا، ۳ مدال نقره شده‌است.